# Zygadenia huangyadiensis
Zygadenia huangyadiensis is een keversoort uit de familie Ommatidae. De wetenschappelijke naam van de soort is voor het eerst geldig gepubliceerd in 1996 door Wang & Liu.